# Erwin Nöthen
Erwin Nöthen (* 5. August 1935 in Bell/Eifel; † 11. August 2022 in Düsseldorf) war ein deutscher Bildhauer und Medailleur.

## Leben
Erwin Nöthen wurde 1935 in Bell in der Eifel geboren. Von 1958 bis 1960 studierte er an den Kölner Werkschulen bei Josef Jaekel. Von 1960 bis 1965 studierte er an der Staatlichen Kunstakademie Düsseldorf und war Meisterschüler von Manfred Sieler. Als freischaffender Bildhauer arbeitete er in Stein, Holz und Bronze. Darüber hinaus schuf er ein umfangreiches Werk an Druckgraphiken.
Nöthens Werke waren in Einzel- und Gruppenausstellungen in Düsseldorf, Köln, Bonn, Solingen, Warburg und Mönchengladbach zu sehen. Ab 1971 nahm er regelmäßig an der Großen Kunstausstellung NRW Düsseldorf, an Ausstellungen des Kulturkreises Benrath und an der FIDEM-Biennale Köln teil. Zwischen 1996 und 2010 nahm er wiederholt an Wettbewerben zur Prägung von Sammlermünzen der Deutschen Bundesbank teil.
Nöthen lebte und arbeitete in Düsseldorf. Er war verheiratet mit der Kunsterzieherin und Malerin Thea Nöthen und hatte zwei Töchter.

## Werke (Auswahl)

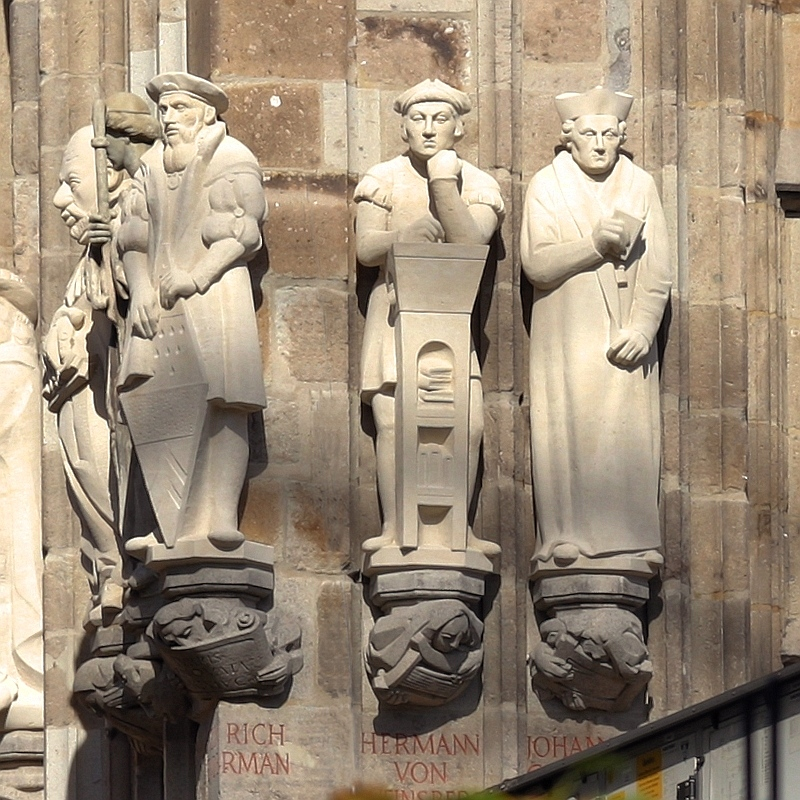
Figuren des Heinrich Sudermann, Hermann von Weinsberg und Johannes Gropper am Kölner Ratsturm

- Schwesternbrosche (Entwurf), geschaffen 1962/63, Landschaftsverband Rheinland[2]
- Großer Holzapfel (Skulptur), Eiche, geschaffen 19XX, Sammlung des Landes NRW
- Apfelecke (Skulptur), Bronze/Basalt, geschaffen 19XX, Raststätte Aggertal
- Denkmal für Kriegsopfer (Skulptur), Bronze/Basalt, geschaffen 19XX, Friedhof Bell/Eifel
- Nach dem Wettkampf I (Plastik), Tuff/Blei, geschaffen 19XX, Sammlung des Kultusministeriums des Landes NRW
- Winfried Zangerle (Plakette), Bronze, geschaffen 19XX, Stadtmuseum Düsseldorf
- Christine Teusch (Plakette), Bronze, geschaffen 19XX, Stadtmuseum Düsseldorf
- Wendelinussäule (Plastik), Basalt/Bronze, geschaffen 19XX, Eschweiler
- Isidor Bodenheimer (Plastik), Tuff, geschaffen 1992, Ratsturm Köln
- Johannes Gropper (Plastik), Tuff, geschaffen 1994, Ratsturm Köln
- Hermann von Weinsberg (Plastik), Tuff, geschaffen 1994, Ratsturm Köln
- Heinrich Sudermann (Plastik), Tuff, geschaffen 1994, Ratsturm Köln
- Benedikt von Nursia (Medaille), Bronze, geschaffen 19XX, Verein „Benediktpreis von Mönchengladbach e. V.“